# 田中博之 (経営者)
田中博之（たなかひろゆき、1984年8月24日 - ）は、日本の起業家、経営者。総合映像ベンチャー企業THINGMEDIA株式会社の代表取締役。

## 略歴・人物
神奈川県綾瀬市出身。駒澤大学中退。カナダ・バンクーバーに留学経験がある。
2009年に実姉とWebメディアを開発・運営する会社を設立、代表取締役CCOに就任。事業譲渡などを経て、2016年に同社を退社。
フリー時代に個人で女性向けWebメディアを立ち上げ、のちに事業売却。
2018年3月に、中学校の同級生である佐藤一樹とTHINGMEDIA株式会社（シングメディア）を設立、代表取締役CEOに就任。